# Leucothrips nigripennis
Leucothrips nigripennis är en insektsart som beskrevs av Reuter 1904. Leucothrips nigripennis ingår i släktet Leucothrips och familjen smaltripsar. Inga underarter finns listade i Catalogue of Life.